# Dagnija Staķe
Dagnija Staķe (ur. 3 września 1951 w Vietalvas pagasts w okręgu Aizkraukle) – łotewska nauczycielka i polityk, posłanka na Sejm, w latach 2002–2007 minister zabezpieczenia społecznego, w 2010 minister rozwoju regionalnego i samorządności.

## Życiorys
W latach 1977–1981 studiowała pedagogikę muzyczną instytutu pedagogicznego w Dyneburgu. W okresie 1997–1999 studiowała podyplomowo na wydziale ekonomii i zarządzania Uniwersytetu Łotwy w Rydze.
W latach 1970–1977 pracowała jako nauczycielka muzyki w szkole średniej. Po ukończeniu studiów podjęła pracę wykładowczyni w macierzystym instytucie, a w latach 1984–1994 była zatrudniona jako nauczycielka w ryskiej szkole pedagogicznej. Od 1994 do 2002 sprawowała funkcję przewodniczącej rady Tumes pagasts. W latach 1997–2002 zasiadała w radzie okręgu Tukums jako jej przewodnicząca. Od listopada 2002 do listopada 2007 zajmowała stanowisko ministra zabezpieczenia społecznego w czterech gabinetach.
W 2006 uzyskała mandat posłanki na Sejm IX kadencji z ramienia Związku Zielonych i Rolników (jako przedstawicielka Łotewskiego Związku Rolników). W wyborach w 2010 bez powodzenia ubiegała się o reelekcję. 13 maja 2010 została wybrana przez Sejm na ministra rozwoju regionalnego i samorządności w rządzie Valdisa Dombrovskisa. W związku z planowaną likwidacją ministerstwa nie powierzono jej tego stanowiska w drugim gabinecie tego premiera, który utworzono w listopadzie tegoż roku. Objęła funkcję sekretarza parlamentarnego w Ministerstwie Zdrowia. Funkcję tę pełniła do 2011.

## Życie prywatne
Jest zamężna, ma czwórkę dzieci. Matka polityka Mārtiņša Staķisa.